# Komitet Gamonie i Krasnoludki

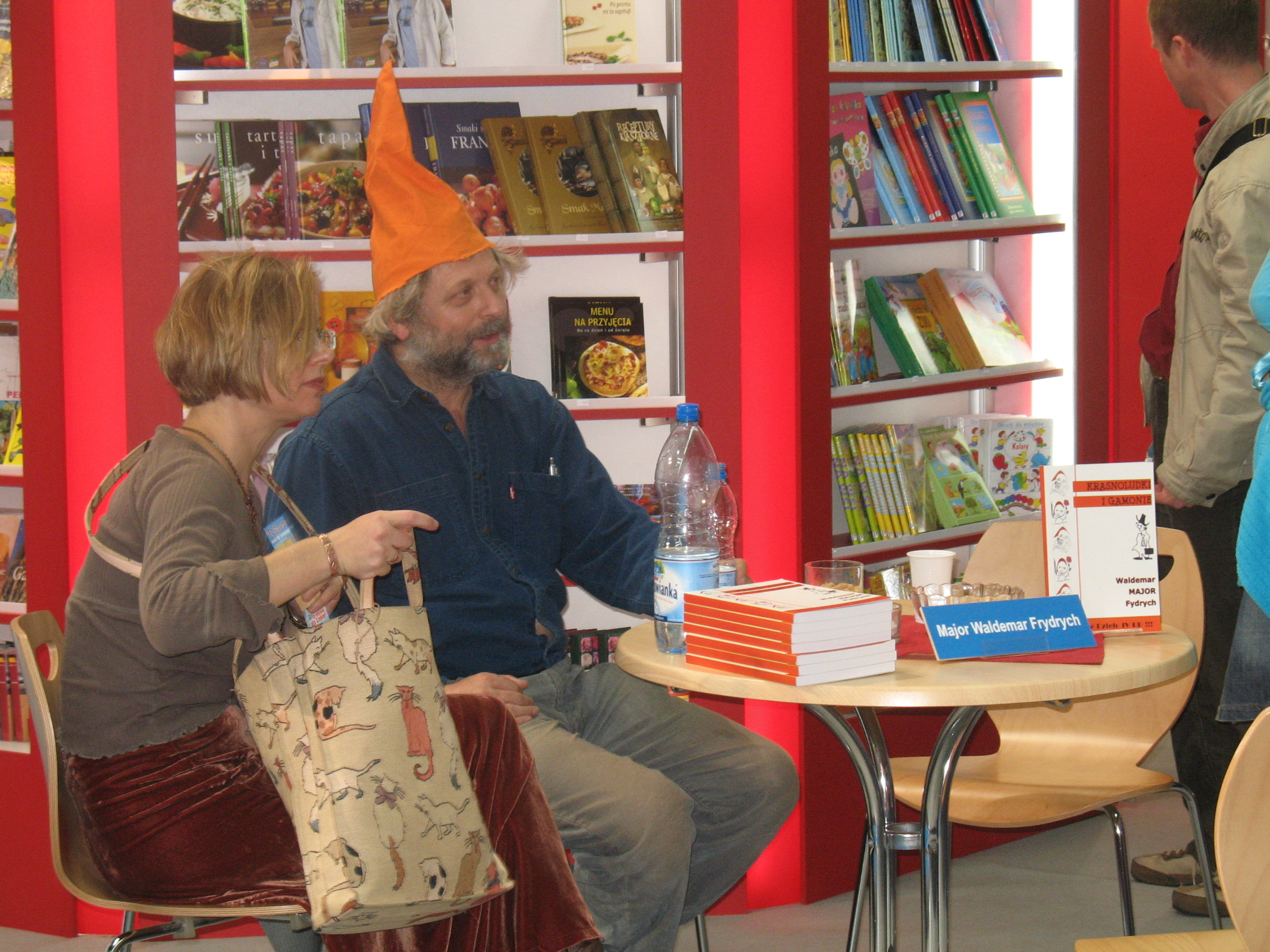
Waldemar Fydrych na Targach Książki w Krakowie, październik 2006

Komitet Wyborczy Wyborców Gamonie i Krasnoludki – komitet wyborczy działający jako zrzeszenie studentów oraz miłośników undergroundowych happeningów, alternatywa polityczna w wyborach samorządowych 2006 w Polsce. Komitet został zarejestrowany w Warszawie. Przewodniczącym komitetu i jego kandydatem w wyborach na urząd prezydenta stolicy był Waldemar Fydrych, przywódca Pomarańczowej Alternatywy.
W wyborach Waldemar Fydrych uzyskał 2914 głosów (0,41% ważnie oddanych głosów), co było piątym wynikiem w stolicy (spośród dziesięciu startujących kandydatów). Wyprzedził m.in. wiceprezesa Ligi Polskich Rodzin Wojciecha Wierzejskiego.
W wyborach do Rady m.st. Warszawy kandydowało — również bezskutecznie — 51 kandydatów Gamoni i Krasnoludków, którzy łącznie uzyskali (startując w dziewięciu okręgach stolicy spośród dziesięciu ogółem) 9765 głosów (1,46%). Był to w skali całego miasta ósmy wynik spośród czternastu startujących komitetów.
W wyborach parlamentarnych w 2007 środowisko Komitetu Wyborczego Wyborców „Gamonie i Krasnoludki” nieformalnie włączyło się w kampanię, organizując sześć akcji happeningowych na Rondzie de Gaulle'a w Warszawie. M.in. w trakcie „Marszu Wykształciuchów” (pod hasłem Chcemy się dać zastraszyć) w ramach krytyki brudnej kampanii wyborczej polegającej na ujawnianiu „haków”, rozdawano przechodniom metalowe haki jak również „kanonizowano” ówczesnego premiera i lidera rządzącej partii Prawo i Sprawiedliwość, Jarosława Kaczyńskiego i „beatyfikowano” Prokuratora Generalnego Zbigniewa Ziobrę.
21 września, na „Mitingu Wykształciuchów i Ścierwojadów” rozdawano przechodniom słomę pochodzącą z okręgu wyborczego marszałka Sejmu Ludwika Dorna jako nawiązanie do „słomy w butach”.
28 września, w „Dniu Tajniaka”, w nawiązaniu do aktualnej wtedy sprawy znanego polskiego biznesmena Ryszarda Krauzego, pokazano zatrzymanie „oligarchy” i przerobienie go na „kiełbasę wyborczą”, czyli na populistyczne obietnice wyborcze.
W 2010 roku Waldemar Fydrych z KGiK znalazł się na liście kandydatów w wyborach na prezydenta Warszawy. Dostał 0,7 proc. głosów, pokonując tym samym czterech innych polityków, w tym kandydatkę PSL. 
W czasie kampanii samorządowej w 2010 roku, Komitet Gamonie i Krasnoludki został oficjalnie poparty przez portal Nonsensopedia.